# Босилковці
Боси́лковці (болг. Босилковци) — село в Русенській області Болгарії. Входить до складу общини Бяла.

## Населення
За даними перепису населення 2011 року у селі проживали 605 осіб.
Національний склад населення села:
| Національність   | Кількість осіб | Відсоток |
| ---------------- | -------------- | -------- |
| болгари          | 533            | 88,1%    |
| цигани           | 71             | 11,7%    |
| турки            | 0              | 0%       |
| Всього відповіли | 605            |          |

Розподіл населення за віком у 2011 році:
Динаміка населення: